# Doraville Assembly
Doraville Assembly was een autoassemblagefabriek van het Amerikaanse autoconcern General Motors in Doraville in de Amerikaanse staat Georgia.

## Geschiedenis
Eind jaren 1930 werd een oliepijpleiding aangelegd met een doorvoeropslagplaats in Doraville. De aanwezigheid van brandstof was een van de redenen voor autobouwer General Motors om hier een assemblagefabriek te bouwen. Die fabriek werd in 1947 geopend en stelde toen 1250 mensen tewerk, tegenover de toen 450 inwoners van het stadje Doraville.
In 2005 kondigde GM aan de fabriek te zullen sluiten als onderdeel van een uitgebreid herstructureringsplan dat het noodlijdende concern er weer bovenop moet helpen. Naast de fabriek in Doraville zullen nog tal van andere fabrieken binnen het concern dichtgaan. De fabriek werd gesloten in september 2008.

## Gebouwde modellen

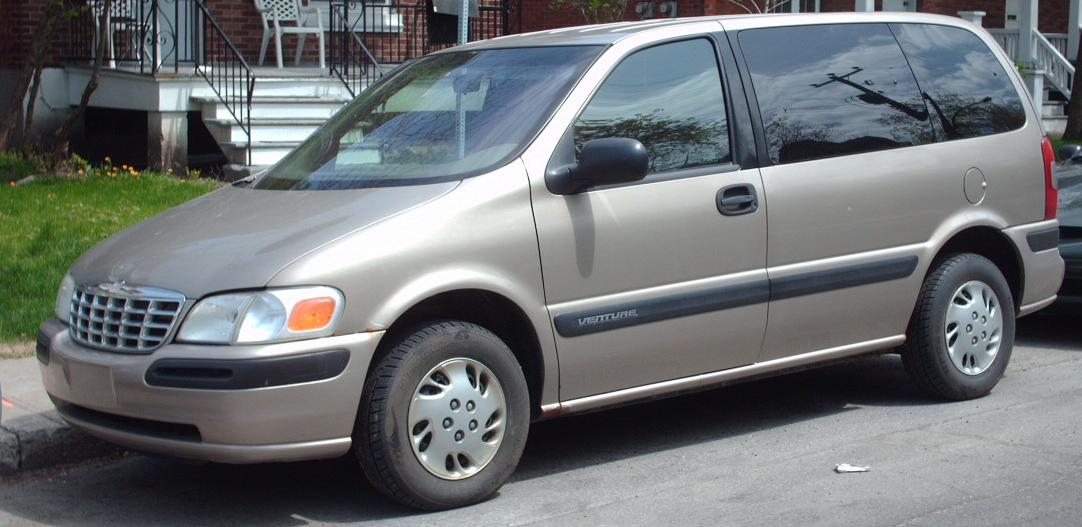
Chevrolet Venture uit 1997-2000.

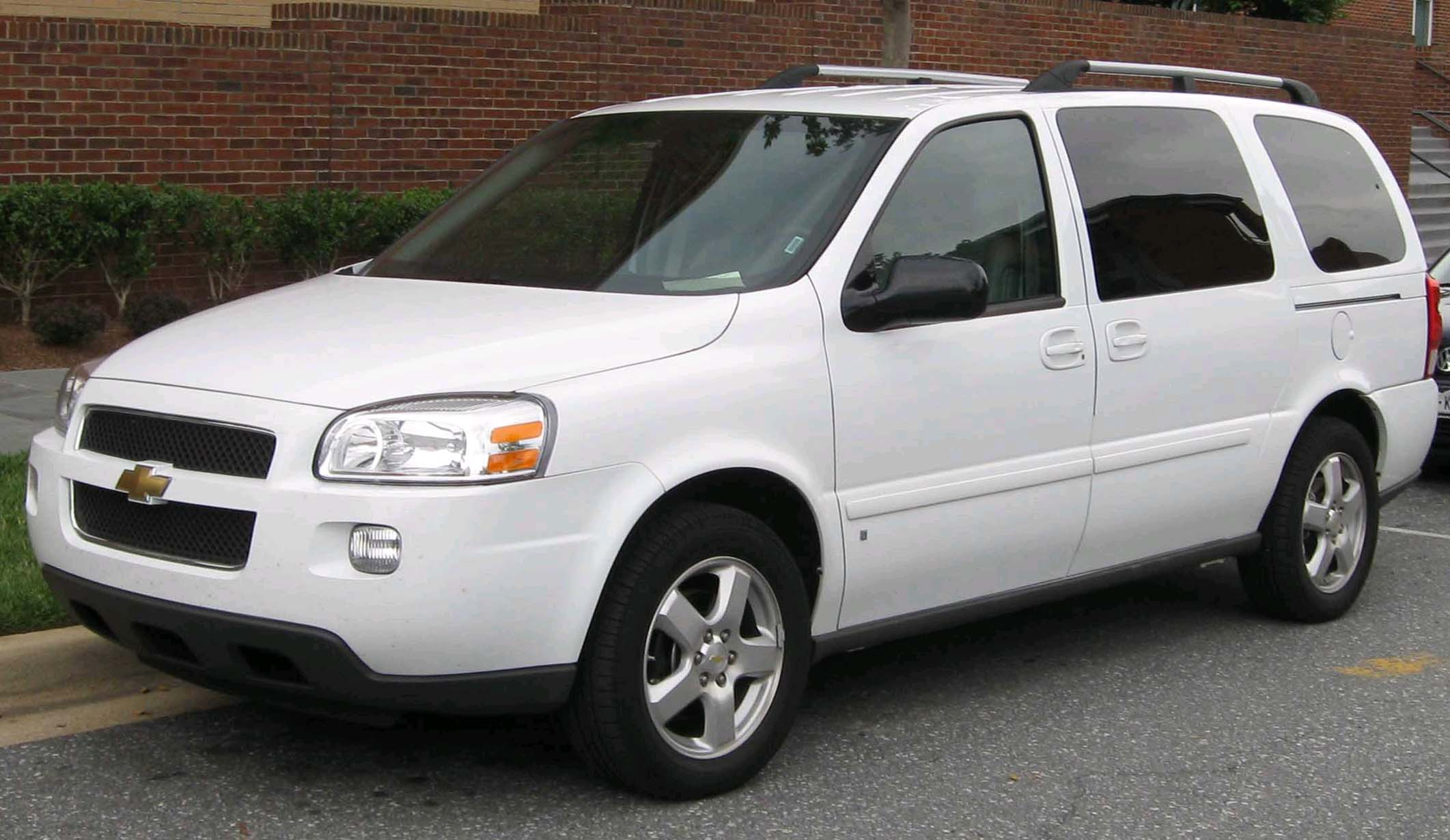
Chevrolet Uplander uit 2005-2008.

| Model                               | Type       | Jaren               |
| ----------------------------------- | ---------- | ------------------- |
| Oldsmobile Cutlass Supreme          | sedan      | 1988-1995           |
| Chevrolet Venture                   | monovolume | 1997-2005           |
| Oldsmobile Silhouette               | monovolume | 1997-2004           |
| Pontiac Trans Sport Pontiac Montana | monovolume | 1997-1998 1999-2005 |
| Chevrolet Uplander                  | monovolume | 2004-2008           |
| Pontiac Montana SV6                 | monovolume | 2004-2008           |
| Buick Terraza                       | monovolume | 2005-2007           |
| Saturn Relay                        | monovolume | 2005-2007           |